# Very Good Girls
Very Good Girls (prt: Boas Raparigas; bra: Garotas Inocentes) é um filme estado-unidense do género comédia romântica, dirigido pela roteirista americana Naomi Foner. O filme teve seu lançamento em 24 de junho de 2014.

## Sinopse
O filme conta a história das amigas Lilly Berger (Dakota Fanning) e Gerri (Elizabeth Olsen), que se apaixonam pelo mesmo homem, David Avery (Boyd Holbrook).[carece de fontes?]

## Elenco
- Dakota Fanning como Lilly Berger
- Elizabeth Olsen como Gerri Fields
- Boyd Holbrook como David Avery
- Demi Moore como Kate Fields, Mãe de Gerri
- Richard Dreyfuss como Danny Fields, Pai de Gerri
- Ellen Barkin como Norma Berger, Mãe de Lilly
- Clark Gregg como Edward Berger, Pai de Lilly
- Kiernan Shipka como Eleanor Berger, Irmã de Lilly
- Peter Sarsgaard como Fitzsimmons, Chefe de Trabalho de Verão de Lilly
- Owen Campbell como Karl